# Doyen de Winchester

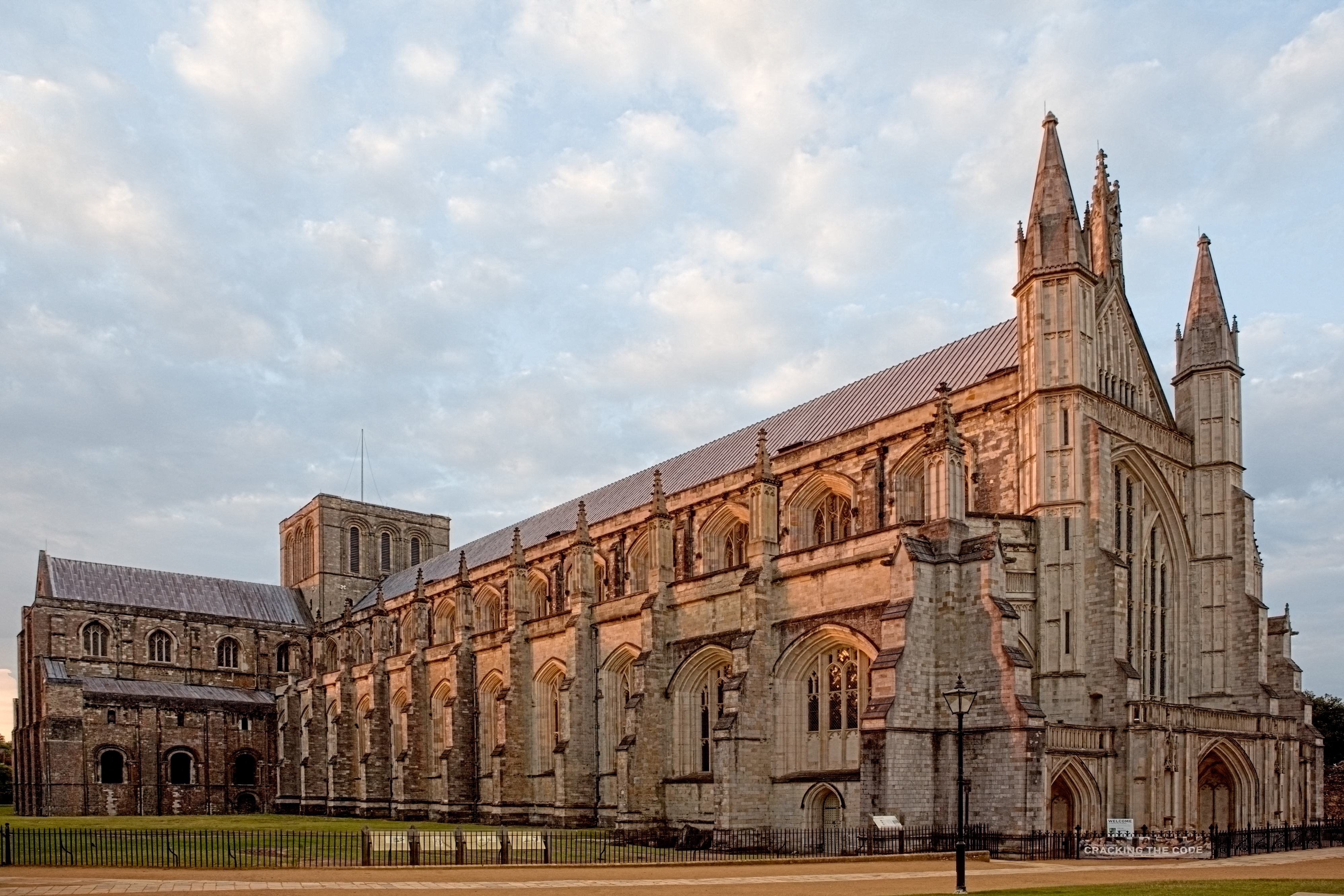
Cathédrale de Winchester

Le doyen de Winchester (Dean of Winchester en anglais) est le président (primus inter pares)  du chapitre des chanoines de la cathédrale de Winchester dans la ville de Winchester, en Angleterre. C'est le roi d'Angleterre qui nomme le doyen. Le premier titulaire de cette charge était William Kingsmill, dernier prieur du monastère, dont la dissolution est intervenue en 1539. La titulaire actuelle, Catherine Ogle, a été installée en février 2017.

## Liste des doyens
| - 1541–1549 William Kingsmill - 1549 Roger Tonge - 1549–1554 John Mason (layman) - 1554–1559 Edmund Steward - 1559–1565 John Warner - 1565–1572 Francis Newton - 1573–1580 John Watson - 1580–1589 Laurent Humphrey - 1589–1600 Martin Heton - 1600–1609 George Abbot - 1609–1616 Thomas Morton - 1616–1654 John Young - 1660–1665 Alexander Hyde - 1666–1679 William Clarke - 1679–1692 Richard Meggot - 1692–1722 John Wickart - 1722–1729 William Trimnel - 1729–1739 Charles Naylor - 1739–1748 Zachary Pearce | - 1748–1760 Thomas Cheyney - 1760–1769 Jonathan Shipley - 1769–1804 Newton Ogle - 1804–1805 Robert Holmes - 1805–1840 Thomas Rennell - 1840–1872 Thomas Garnier - 1872–1883 John Bramston - 1883–1894 George Kitchin - 1894–1902 William Stephens - 1903–1919 William Furneaux - 1919–1930 Holden Hutton - 1931–1958 Gordon Selwyn - 1958–1961 Norman Sykes - 1961–1969 Oswin Gibbs-Smith - 1969–1986 Michael Stancliffe - 1987–1996 Trevor Beeson - 1996–2005 Michael Till - 2006–2016 James Atwell - 2017 - présent Catherine Ogle |